# プトレマイオス15世

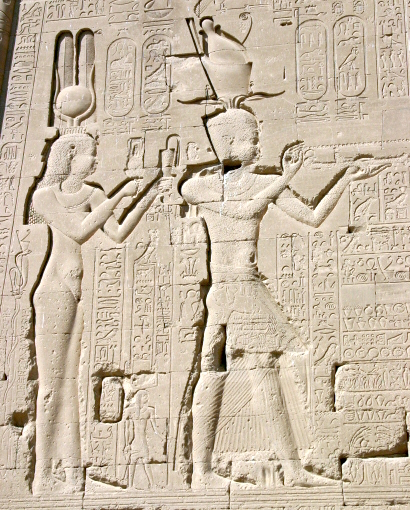
デンデラ神殿にあるクレオパトラ7世とカエサリオンのレリーフ

プトレマイオス15世カエサリオン（希: Πτολεμαῖος Καισαρίων, 羅: Ptolemy XV Caesarion, 紀元前47年夏 - 紀元前30年8月23日）は、プトレマイオス朝最後のファラオ（在位：紀元前44年 - 紀元前30年）。

## 生涯
共和政ローマの将軍ユリウス・カエサルとクレオパトラ7世の子。カエサリオンは「小カエサル」を意味する。異父弟妹にアレクサンドロス・ヘリオス、クレオパトラ・セレネ、プトレマイオス・フィラデルフォスがいる。
母クレオパトラ7世とエジプトを共同統治していたプトレマイオス14世が紀元前44年に死去すると、プトレマイオス15世としてエジプトのファラオとなった。紀元前34年には諸王の王と称された。
カエサルの養子で後継者であるオクタウィアヌス（のちのアウグストゥス）との正統性に関する抗争の道具にされ、アクティウムの海戦ののちクレオパトラ7世はカエサリオンを国外に逃亡させようとした。しかし、紀元前30年のクレオパトラ7世の死後、教育係の裏切りによってオクタウィアヌスに捕らえられて殺害され、ここにプトレマイオス朝は滅亡した。
クレオパトラがマルクス・アントニウスともうけていたクレオパトラ・セレネなど、子供たち3人は、アントニウスの前妻である小オクタウィアに預けられ、ローマでオクタウィアヌスの親戚として厚遇された。カエサリオンはオクタウィアヌスと同じく「カエサルの後継者である」可能性を持つため殺害されたのだと見られる。
殺害されたことから少なくともオクタウィアヌスは、カエサリオンがカエサルの実子であると認識していたようである。

## 実父について
カエサリオンの実父について古代の記録は意見が分かれているが、実父は前述の通りカエサルである可能性が高く、現代の学者のほとんどがこの説を受け入れている。